# Barbut becgroc de Togo
El barbut becgroc de Togo (Trachylaemus togoensis) és una espècie d'ocell de la família dels líbids (Lybiidae) que ha estat considerat coespecífic amb el barbut becgroc oriental. 

Habita boscos i clarianes des de Togo fins al sud-oest de Nigèria.